# Christian Wakeford
Christian Wakeford (nacido el 9 de noviembre de 1984) es un político británico que se desempeña como asistente del líder del gobierno desde 2024. Ha sido miembro del Parlamento (MP) por Bury South desde las elecciones generales de 2019. Elegido en 2019 como conservador, pasó al Partido Laborista en 2022. Fue reelegido por el Partido Laborista en las elecciones generales de 2024.

## Primeros años y carrera
Wakeford se ha descrito a sí mismo como de ascendencia ucraniana; su abuelo materno era ucraniano. Después de graduarse con una licenciatura en política en la la Universidad de Lancaster, Wakeford trabajó como gerente de cuentas indirectas en una empresa de telecomunicaciones durante cuatro años, desde octubre de 2009 hasta octubre de 2013. Al mismo tiempo, Wakeford Realizó una licenciatura en química en la Open University entre 2010 y 2014.
En una entrevista con Insurance Age en marzo de 2020, que lo describió como un "corredor de seguros convertido en diputado conservador", Wakeford dijo que "su tiempo en la industria de seguros" le dio "experiencia del mundo real" y "las habilidades de comunicación necesarias para hablar con las empresas".

## Carrera política

### Gobierno local
Antes de convertirse en diputado, Wakeford ocupó varios cargos públicos. De 2009 a 2017, fue gobernador de la autoridad educativa local de Colne Park High School. En 2013, fue elegido para la división Pendle Hill en el Consejo del condado de Lancashire. De 2015 a 2016, fue asistente social en la Cámara de los Comunes para el diputado conservador Andrew Stephenson. En 2018, se convirtió en copresidente del Comité de Control Educativo del Consejo del condado de Lancashire. En 2015, se convirtió en concejal del distrito de Barrowford en el Consejo del distrito de Pendle, y de 2019 a 2020 fue líder de su Grupo Conservador.
Después de su elección como diputado en diciembre de 2019, Wakeford continuó reclamando asignaciones públicas por al menos tres funciones fuera de la Cámara de los Comunes (como concejal del condado de Lancashire, como presidente del comité de escrutinio educativo de ese consejo y como concejal del distrito de Pendle), a pesar de haber anunciado su renuncia en febrero de 2020. Wakeford recibió una asignación total equivalente a £ 22,041 además de su salario de £ 81,932 como diputado.
En junio de 2020, Wakeford declaró que no había renunciado a su escaño en el Consejo del Condado de Lancashire porque un bloqueo en las elecciones durante la pandemia de COVID-19 dejaría a los residentes sin representación durante un año. Wakeford atribuyó su cambio de opinión sobre su renuncia a un deseo de garantizar que las dos áreas en las que era concejal no se quedaran sin representación durante la pandemia de COVID-19. Su compañero concejal Mark Perks criticó esta justificación, citando un caso comparable en el Consejo de Chorley donde el titular había dimitido y no se celebraron elecciones parciales y otros colegas se habían presentado. Perks dijo: "[Wakeford] ni siquiera es diputado por una parte de Lancashire y me molesta que alguien pueda ser elegido para el Parlamento y obtener todos sus gastos, pero luego permanecer en una autoridad local y reclamar gastos por eso también; no es un servicio a los residentes de su área, ni a los contribuyentes del consejo de Lancashire".
Según se informa, entre las elecciones generales de diciembre de 2019 y julio de 2020, solo hubo dos reuniones plenarias del Consejo del condado de Lancashire, de las cuales Wakeford había asistido a una. Durante el mismo período, se informó que el Comité de Control Educativo del Consejo del condado de Lancashire celebró tres reuniones, de las cuales Wakeford, como presidente del comité, había asistido a una. La oficina de Wakeford había declarado en junio de 2020 que renunciaría a su presidencia del Comité de Control Educativo, que percibía una asignación de 7.620 libras esterlinas al año.
En julio de 2020, Private Eye informó que, después de las elecciones generales, Wakeford había solicitado al Ayuntamiento de Pendle una licencia de ausencia "mientras se organizaba en Westminster". Su solicitud fue rechazada y en abril de 2020 Wakeford perdió automáticamente su escaño, ya que no había asistido a una reunión del consejo municipal durante seis meses. Wakeford había estado recibiendo una asignación anual como concejal del Consejo del Condado de Lancashire y del Ayuntamiento de Pendle hasta el 6 de mayo de 2021 y el 24 de abril de 2020 respectivamente.

### En el parlamento
En diciembre de 2019, Wakeford fue elegido diputado conservador por Bury South, ganando el escaño por 402 votos (una mayoría del 0,8 %) al diputado laborista de larga trayectoria, Ivan Lewis, que había ocupado el escaño desde la aplastante victoria del Partido Laborista en 1997. Lewis había dimitido del Partido Laborista en diciembre de 2018 y se había presentado como candidato independiente en las elecciones de 2019, pero quedó en quinto lugar con 1.366 votos. El 14 de marzo de 2020, Wakeford fue nombrado miembro del Comité de Educación de la Cámara de los Comunes. Desde entonces, el comité ha participado en investigaciones como el impacto del COVID-19 en la educación y los servicios para niños, las habilidades de los adultos y el aprendizaje permanente, y los alumnos blancos "dejados atrás" de entornos desfavorecidos.
En julio de 2020, Wakeford fue elegido copresidente del Grupo Parlamentario Multipartidario (APPG) sobre judíos británicos, cuyo propósito declarado es promover la comprensión de las aspiraciones y desafíos de la comunidad judía del Reino Unido, con temas que incluyen la libertad religiosa, la educación basada en la fe, el bienestar y la justicia social, además de celebrar la cultura, la contribución y los logros de la comunidad judía del Reino Unido. Las áreas residenciales dentro de Bury South, particularmente Prestwich y Whitefield, albergan algunas de las comunidades judías más grandes de Gran Bretaña fuera de Londres.
El 20 de julio de 2021, en la segunda lectura del proyecto de ley sobre nacionalidad y fronteras, Wakeford afirmó que los solicitantes de asilo que viajan a través de varios países seguros antes de llegar al Reino Unido "muy a menudo viajan a través de muchos países seguros. Básicamente, tienen un carrito de la compra sobre lo que quieren en esta migración económica". Wakeford es uno de los 22 diputados del Reino Unido que son miembros de la Red Parlamentaria Internacional para la Educación (IPNEd), una iniciativa de Results UK, una empresa y organización benéfica con doble registro. Afirma que sus prioridades son lograr una financiación total más alta y de mejor calidad para la educación, garantizar que los responsables políticos prioricen la ayuda a los más rezagados primero y asegurar un enfoque en la calidad de la educación y la mejora del aprendizaje.
El 5 de noviembre de 2021, The Times informó que Wakeford se acercó a Owen Paterson y lo llamó "idiota" durante el asunto Owen Paterson, después de que el gobierno, bajo las instrucciones del primer ministro Boris Johnson, presionara a sus parlamentarios para que votaran para cambiar las reglas sobre la forma en que se controla la conducta de los parlamentarios para evitar que Paterson fuera suspendido del parlamento.

### Pasar al Partido Laborista
El 19 de enero de 2022, Wakeford confirmó públicamente que había presentado una carta de censura a Johnson tras el escándalo  del Partygate. Más tarde ese día, se anunció que Wakeford se había unido al Partido Laborista. Fue el primer diputado conservador en funciones que se pasó al Partido Laborista desde Quentin Davies en 2007. Su deserción sorprendió a muchos conservadores; sin embargo, Wakeford se había acercado al Partido Laborista sobre una posible deserción varios meses antes. Citó el escándalo de Dominic Cummings, la eliminación del aumento de £20 del Crédito Universal, la crisis del costo de vida, el caso Owen Paterson y el "Partygate" como factores en su decisión. También se informó de que el diputado laborista Barry Gardiner había animado a Wakeford a pasarse al Partido Laborista, tras su trabajo conjunto en apoyo del proyecto de ley contra el "despido y la recontratación" de Gardiner. Wakeford fue el único diputado conservador que apoyó el proyecto de ley. Se ha sugerido que las preocupaciones por la reelección como diputado pueden haber sido su motivación subyacente, ya que el Partido Laborista lideraba las encuestas en ese momento.
El día de su deserción, Wakeford le escribió a Johnson: «Usted y el Partido Conservador en su conjunto han demostrado ser incapaces de ofrecer el liderazgo y el gobierno que este país merece». Los cambios que Wakeford sostiene que necesitan sus electores «sólo pueden ser realizados por un gobierno laborista con Keir Starmer ". Wakeford le escribió a Johnson que el Partido Laborista estaba «listo para proporcionar un gobierno alternativo del que este país pueda estar orgulloso y no avergonzado». Wakeford también escribió: «las políticas del gobierno conservador que usted [Johnson] lidera no están haciendo nada para ayudar a la gente de mi circunscripción y, de hecho, sólo están empeorando las luchas que enfrentan a diario». Escribió que el Reino Unido necesitaba «un gobierno que defienda los más altos estándares de integridad y probidad en la vida pública». Escribió que no tenía «ninguna duda» de que sus electores se beneficiarían más si él se uniera a un partido que realmente tiene sus intereses en el corazón, y confesó que había «luchado con mi conciencia durante muchos meses». Wakeford escribió que Starmer había "demostrado esa integridad en la forma en que dirigió su partido".
Starmer dio la bienvenida a Wakeford al Partido Laborista en las Preguntas al Primer Ministro el día de su deserción. Algunos miembros del Partido Laborista criticaron la aceptación de Wakeford. En enero de 2021, Wakeford supuestamente envió mensajes de WhatsApp en los que se refirió al Partido Laborista como un "grupo de idiotas". El grupo de campaña de izquierda Momentum declaró que Wakeford "no debería estar ni cerca del Partido Laborista" y que se deberían convocar elecciones parciales de inmediato en el distrito electoral. El diputado conservador y exministro de Northern Powerhouse, Jake Berry, dijo en el programa Politics Live de la BBC: "Creo que fue un terrible error de Christian. Creo que ha juzgado mal el estado de ánimo de sus electores". Según se informa, las opiniones de sus electores fueron variadas, y algunos pidieron una elección parcial, señalando que el propio Wakeford prestó su apoyo al fallido proyecto de ley de revocación de parlamentarios (cambio de afiliación partidaria) en 2020, que habría hecho obligatorio que los parlamentarios que cambien de afiliación partidaria se enfrenten a una petición de revocación en su circunscripción. La ministra de Hacienda en la Sombra del Partido Laborista, Rachel Reeves, respondió a estos llamados en una entrevista en Good Morning Britain, argumentando que tener una elección parcial ahora en Bury South "simplemente no es la forma en que funciona nuestra democracia", y pidió en cambio una elección general.

### Supuesto chantaje por parte de los conservadores
Poco después de su deserción, se hicieron acusaciones de chantaje e intimidación por parte de  los jefes de grupo del Partido Conservador. Wakeford dijo en una entrevista que había experimentado este comportamiento cuando lo amenazaron previamente con la pérdida de fondos para una escuela local si no votaba con el Gobierno sobre una moción sobre comidas escolares gratuitas. Dijo: "Me amenazaron con que no conseguiría una escuela para Radcliffe si no votaba de una manera particular. Esta es una ciudad que no ha tenido una escuela secundaria durante la mayor parte de los últimos 10 años. ¿Cómo te sentirías si frenaran la regeneración de una ciudad para una votación? No me sentí cómodo. Ese fue el comienzo de cuestionarme mi lugar, dónde estaba y, en última instancia, dónde estoy ahora". Más tarde esa semana, Wakeford acusó a Gavin Williamson, el entonces secretario de educación, de ser la persona detrás de esto.

### Después de la deserción
El 26 de mayo de 2022, Wakeford fue nombrado secretario privado parlamentario de Bridget Phillipson, secretaria de estado en la sombra para la educación. Fue nombrado líder de la oposición el 1 de noviembre de 2022. El 8 de noviembre de 2022, Wakeford fue confirmado como candidato laborista por Bury South en las elecciones generales de 2024. Wakeford es vicepresidente de Labour Friends of Israel y formó parte de una delegación al país en febrero de 2023. En mayo de 2023, Wakeford pidió que se prohibiera a Roger Waters actuar en Manchester.

## Vida personal
Wakeford está casado con Alexandra Wakeford. Tenía un hermano mayor, Mark Jones, quien murió a la edad de 44 años en un accidente automovilístico en 2015.